# Élections législatives arméniennes de 1919
Les élections législatives arméniennes de 1919 se déroulent du 21 au 23 juin 1919 afin de pourvoir les 80 membres du parlement de la République démocratique d'Arménie. Il s'agit des premières élections depuis l'indépendance du pays le 28 mai 1918 à la suite de la dislocation de l'Empire russe. 
Organisées dans le contexte d'une fragile mise en place d'un nouvel État menacé à l'extérieur par ses voisins dont en particulier la jeune République de Turquie, les élections voient une large victoire de la Fédération révolutionnaire arménienne (Dashnak) qui remporte 72 sièges sur 80.
L'indépendance du pays sera cependant de courte durée, son incorporation dans l'Union des républiques socialistes soviétiques ayant lieu dès 1922, le pays l'ayant initialement appelé à l'aide face à la menace d'une invasion turque. L’Arménie ne connaîtra à nouveau des élections législatives libres que plusieurs décennies plus tard lors de la chute de l'URSS au début des années 90.

## Contexte
À la suite de la révolution d'Octobre de 1917, plusieurs composantes de l'Empire russe déclarent leurs indépendance. L'Arménie, l'Azerbaïdjan et la Géorgie fondent ainsi la République démocratique fédérative de Transcaucasie en avril 1918. L'union est cependant de courte durée, les pressions tant internes qu'externe menant à la séparation de ses trois entités un mois plus tard. Le 28 mai 1918, l'Azerbaïdjan et la Géorgie déclarent leurs indépendances. Constituant un parlement provisoire sous le nom de Conseil national à partir des membres arméniens de l'ex-parlement transcaucasien, l'Arménie met en place une république sous la forme d'un régime parlementaire, le président du Conseil national devenant chef d'État tandis qu'un Premier ministre assure le pouvoir exécutif.
Le pays est rapidement confronté à la difficile gestion d'une faible structure économique, aux  conflits armés avec ses nouveaux voisins, et à l'arrivée massive de réfugiés arméniens en provenance des anciens territoires ottomans et russes.

## Système électoral
Les élections sont organisées dans le cadre d'une loi électorale votée le 12 mars 1919 par le parlement. Celle-ci reprend dans les grandes lignes le mode de scrutin utilisé lors des élections constituantes russes de 1917. Le suffrage est universel, direct et secret. L'âge de droit de vote est fixé à 20 ans, et les réfugiés sont autorisés à voter. La plupart des « citoyens musulmans » ne s'inscrivent cependant pas sur les listes électorales. Les 80 sièges de députés du parlement sont pourvus au scrutin proportionnel plurinominal de liste bloquées dans une seule circonscription électorale nationale, selon la méthode d'Hondt.

## Résultats

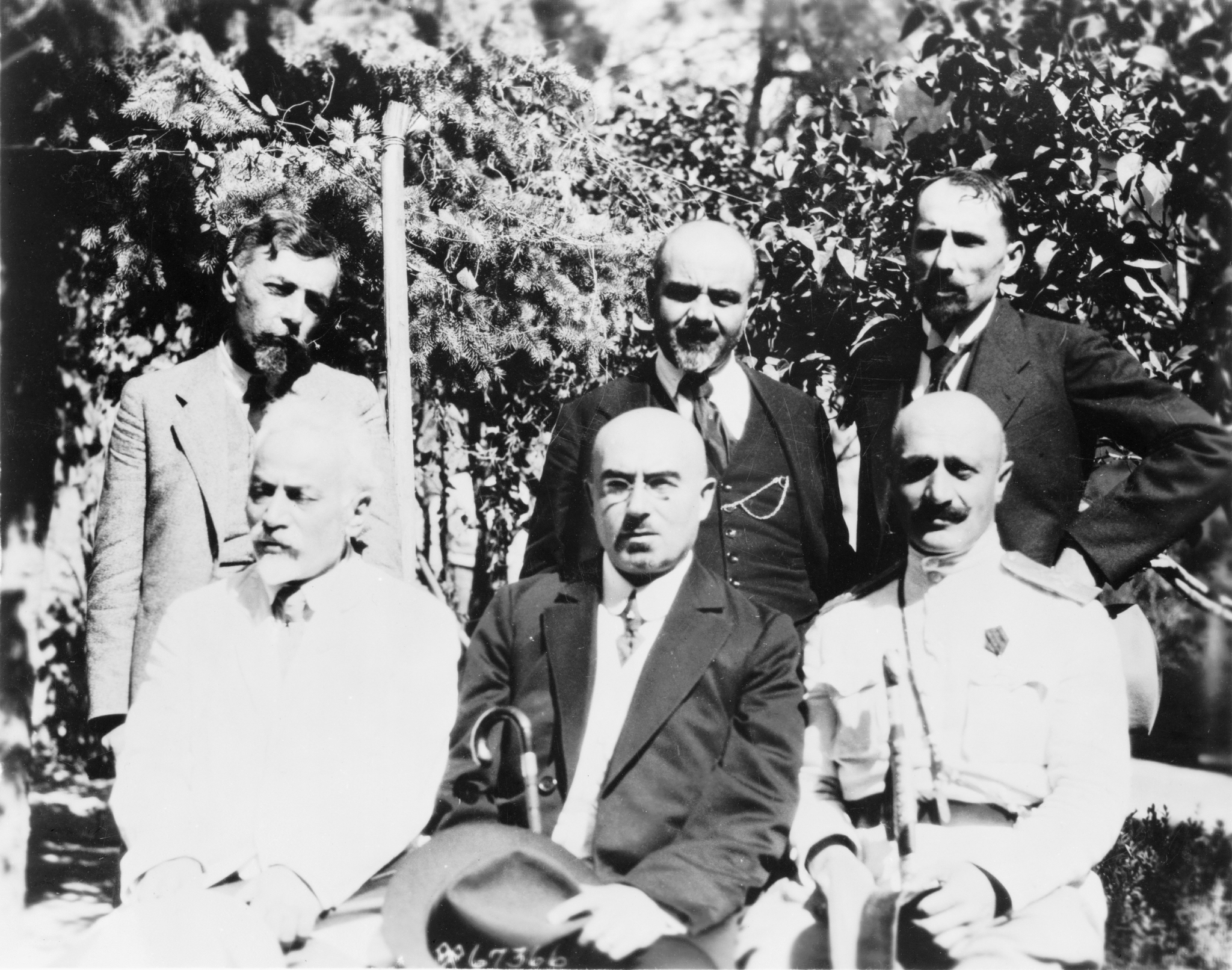
Les membres du gouvernement au 1er octobre 1919. De gauche à droite en partant du bas: A. Sahakian, Alexander Khatisian, le Général Araratian, Nikol Aghbalian, A. Gulkandanian, S. Araradian.

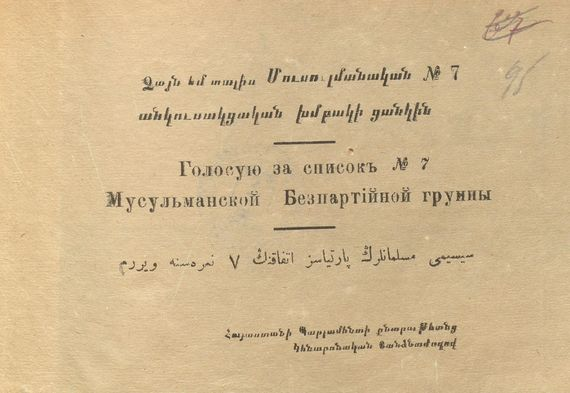
Un bulletin de vote du Groupe musulman sans-parti en 3 langues

Les bolcheviques boycottent le scrutin, qu'ils qualifient de « parlementaire bourgeois », tandis que la Fédération révolutionnaire arménienne (Hay Heghapokhakan Dashnaksoutiouri, abrégée en Dashnak), un parti nationaliste de tendance socialiste domine la campagne.
|                          |                                       |          |       |        |  |  |  |  |  |
| Parti                    | Parti                                 | Voix     | %     | Sièges |  |  |  |  |  |
|                          | Fédération révolutionnaire arménienne | 230 772  | 88,95 | 72     |  |  |  |  |  |
|                          | Parti socialiste révolutionnaire      | 13 289   | 5,12  | 4      |  |  |  |  |  |
|                          | Groupe musulman sans-parti            | 9 187    | 3,54  | 3      |  |  |  |  |  |
|                          | Union indépendante des paysans        | 4 224    | 1,63  | 1      |  |  |  |  |  |
|                          | Parti kurde                           | 1 305    | 0,50  | 0      |  |  |  |  |  |
|                          | Parti populiste arménien              | 481      | 0,19  | 0      |  |  |  |  |  |
|                          | Parti assyrien                        | 173      | 0,07  | 0      |  |  |  |  |  |
|                          |                                       |          |       |        |  |  |  |  |  |
| Total                    | Total                                 | 259 431  | 100   | 80     |  |  |  |  |  |
| Inscrits / participation | Inscrits / participation              | ≈365 000 | ≈71,1 |        |  |  |  |  |  |

## Suites

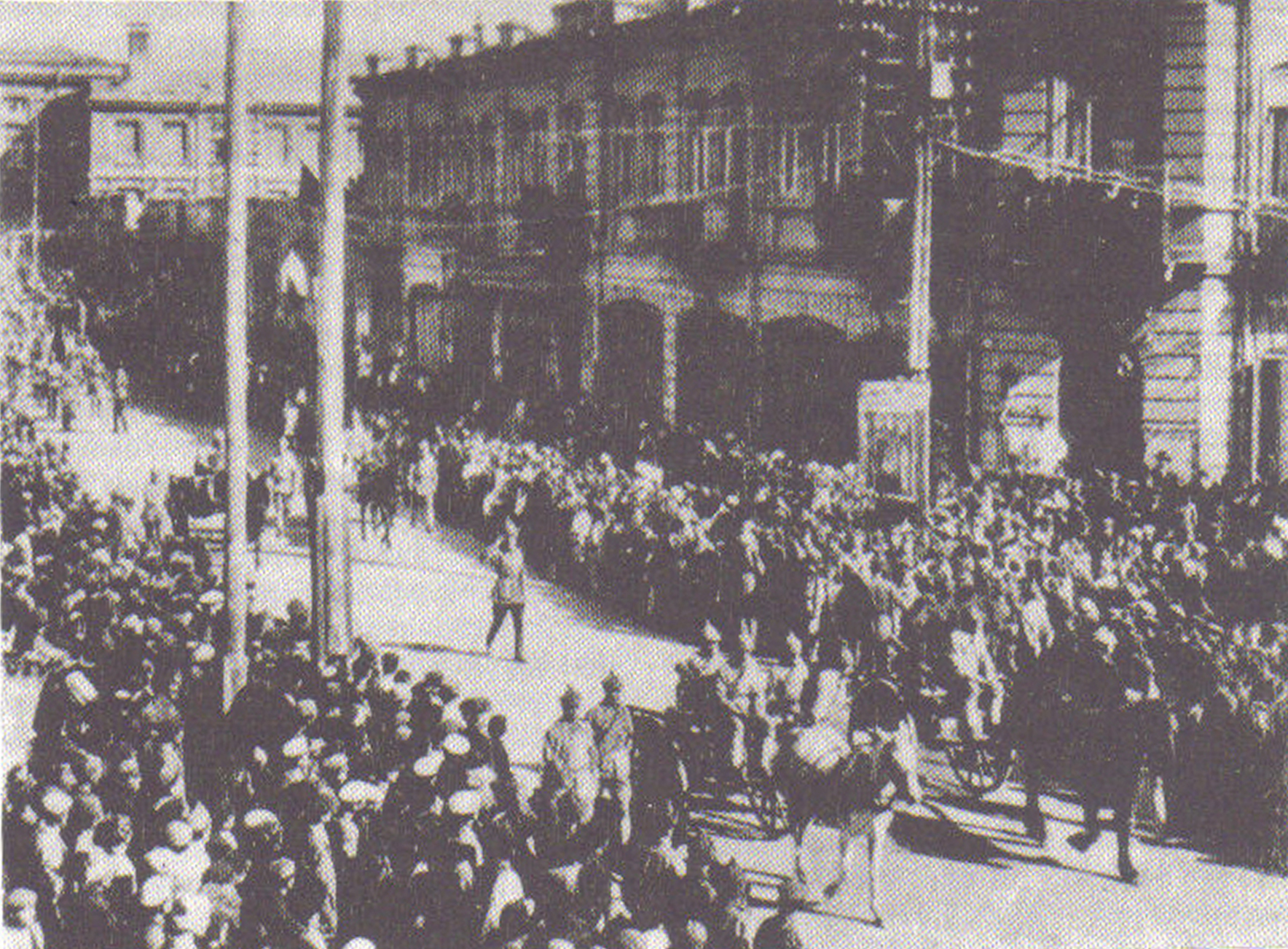
Entrée de la onzième armée soviétique dans la capitale Erevan

La victoire du Dashnak est écrasante. Les mois qui suivirent voient cependant la situation militaire du pays s'aggraver sur le front turc tandis que la politique interne est marquée par des conflits de factions au sein du parti au pouvoir. 
Un Conseil des ministres est formé sous la direction d'Alexandre Khatissian le 10 août de la même année. Le Parlement reste en place jusqu'au 5 mai 1920, date de son ajournement à la suite d'une première insurrection bolchévique manquée.
Devant la menace d'une invasion totale du pays par la Turquie, le gouvernement fait appel à l'armée rouge le 2 décembre 1920. Cette dernière prend de facto le contrôle de la totalité du pays avant de faire adopter une nouvelle constitution d'obédience soviétique en février 1922. Réunie avec l'Azerbaïdjan et la Géorgie au sein de la République socialiste fédérative soviétique de Transcaucasie au sein de l'URSS dont elle deviendra une République socialiste soviétique à part entière en 1936, la première république arménienne voit son indépendance prendre fin. Elle ne la retrouvera que le 23 septembre 1991 avec la chute de l'URSS.